# EDUVALE
A Faculdade de Ciências Sociais Aplicadas do Vale do São Lourenço é uma instituição privada de Ensino Superior, pertencente ao Grupo FAEF. Foi fundada em 20 de Abril de 1986, em Jaciara, MT. Atualmente oferece 10 cursos, sendo eles: 
- Administração (8 semestres);
- Agronomia (10 semestres);
- Ciências Contábeis ( 8 semestres);
- Educação Física (6 semestres);
- Engenharia Civil (10 semestres);
- Enfermagem (10 semestres)
- Engenharia Florestal (10 semestres);
- Pedagogia (8 semestres);
- Sistemas de Informação (8 semestres);
- Zootecnia (10 semestres)

A EDUVALE dispõe de completa infra-estrutura, localização central privilegiada e uma excelente equipe de professores, funcionários e colaboradores. A melhoria continuada desses fatores são essenciais para a Faculdade realizar o seu principal objetivo, que é a excelência na educação.